# MacOS Big Sur
macOS Big Sur (versión 11) es la decimoséptima versión importante de macOS, el sistema operativo de escritorio de Apple para computadoras Macintosh. El sucesor de macOS Catalina, Big Sur fue anunciado en la Conferencia Mundial de Desarrolladores 2020 el 22 de junio de 2020 y se lanzó al público el 12 de noviembre de 2020. Lleva el nombre de una región costera en California. Esta es la primera vez que el número de versión principal de macOS se ha incrementado desde el lanzamiento de Mac OS X Public Beta en 2000.
macOS Big Sur está diseñado para aprovechar los procesadores ARM diseñados por Apple, actualmente funciona en macOS con procesador M1.